# Blosville
Blosville é uma comuna francesa na região administrativa da Normandia, no departamento Mancha. Estende-se por uma área de 4,21 km². Em 2010 a comuna tinha 318 habitantes (densidade: 75,5 hab./km²).